# Kevon Harris
Kevon Lavelle Harris (Ellenwood, 24 giugno 1997) è un cestista statunitense.

## Statistiche

### NCAA
| Anno      | Squadra         | PG  | PT  | MP   | TC%  | 3P%  | TL%  | RP  | AP  | PRP | SP  | PP   |
| --------- | --------------- | --- | --- | ---- | ---- | ---- | ---- | --- | --- | --- | --- | ---- |
| 2016-2017 | SFA Lumberjacks | 33  | 13  | 22,2 | 45,0 | 33,3 | 70,4 | 3,6 | 1,0 | 0,7 | 0,5 | 8,5  |
| 2017-2018 | SFA Lumberjacks | 33  | 31  | 26,2 | 48,0 | 42,6 | 68,0 | 5,5 | 1,3 | 1,0 | 0,2 | 14,5 |
| 2018-2019 | SFA Lumberjacks | 30  | 30  | 34,9 | 52,1 | 37,9 | 73,6 | 6,5 | 2,0 | 1,0 | 0,5 | 17,8 |
| 2019-2020 | SFA Lumberjacks | 31  | 31  | 29,3 | 46,8 | 41,3 | 77,1 | 5,7 | 2,1 | 1,5 | 0,3 | 17,5 |
| Carriera  | Carriera        | 127 | 105 | 27,9 | 48,3 | 39,7 | 72,7 | 5,3 | 1,6 | 1,0 | 0,4 | 14,4 |

#### Massimi in carriera
- Massimo di punti: 35 vs Houston Christian (6 febbraio 2019)[1]
- Massimo di rimbalzi: 16 vs Central Arkansas (30 gennaio 2019)
- Massimo di assist: 7 vs Louisiana-Monroe (14 dicembre 2019)
- Massimo di palle rubate: 6 vs St. Edward's (15 novembre 2017)
- Massimo di stoppate: 2 (9 volte)
- Massimo di minuti giocati: 42 vs Central Arkansas (30 gennaio 2019)

### NBA

#### Regular season
| Anno      | Squadra       | PG | PT | MP   | TC%  | 3P%  | TL%  | RP  | AP  | PRP | SP  | PP  |
| --------- | ------------- | -- | -- | ---- | ---- | ---- | ---- | --- | --- | --- | --- | --- |
| 2022-2023 | Orlando Magic | 34 | 0  | 13,4 | 43,9 | 37,2 | 75,6 | 2,1 | 0,5 | 0,5 | 0,1 | 4,1 |
| 2023-2024 | Orlando Magic | 2  | 0  | 3,0  | 66,7 | -    | -    | 1,0 | 0,5 | 0,0 | 0,0 | 2,0 |
| Carriera  | Carriera      | 36 | 0  | 12,9 | 44,5 | 37,2 | 75,6 | 2,0 | 0,5 | 0,5 | 0,1 | 4,0 |

#### Massimi in carriera
- Massimo di punti: 22 vs Miami Heat (9 aprile 2022)[2]
- Massimo di rimbalzi: 8 vs Miami Heat (9 aprile 2022)
- Massimo di assist: 2 (3 volte)
- Massimo di palle rubate: 2 (2 volte)
- Massimo di stoppate: 1 (5 volte)
- Massimo di minuti giocati: 29 vs Washington Wizards (30 dicembre 2022)

### G League

#### Regular Season
| Anno      | Squadra        | PG  | PT  | MP   | TC%  | 3P%  | TL%  | RP  | AP  | PRP | SP  | PP   |
| --------- | -------------- | --- | --- | ---- | ---- | ---- | ---- | --- | --- | --- | --- | ---- |
| 2020-2021 | Raptors 905    | 7   | 0   | 9,7  | 38,1 | 33,3 | 50,0 | 1,1 | 0,4 | 0,1 | 0,1 | 3,1  |
| 2021-2022 | Raptors 905    | 35  | 30  | 29,2 | 47,1 | 36,4 | 75,7 | 5,6 | 2,9 | 1,3 | 0,4 | 14,8 |
| 2022-2023 | Lakeland Magic | 20  | 18  | 31,4 | 51,1 | 38,4 | 82,7 | 5,4 | 3,0 | 1,5 | 0,4 | 18,9 |
| 2023-2024 | Osceola Magic  | 27  | 22  | 28,8 | 49,2 | 38,1 | 74,6 | 5,3 | 2,4 | 1,0 | 0,2 | 16,4 |
| 2024-2025 | C.P. Skyhawks  | 44  | 41  | 31,1 | 45,0 | 42,0 | 79,2 | 6,7 | 3,9 | 1,4 | 0,5 | 19,8 |
| Carriera  | Carriera       | 133 | 111 | 29,0 | 47,2 | 39,2 | 77,7 | 5,7 | 3,0 | 1,2 | 0,4 | 16,8 |

#### Playoffs
| Anno     | Squadra       | PG | PT | MP   | TC%  | 3P%  | TL% | RP  | AP  | PRP | SP  | PP   |
| -------- | ------------- | -- | -- | ---- | ---- | ---- | --- | --- | --- | --- | --- | ---- |
| 2022     | Raptors 905   | 2  | 0  | 24,6 | 56,0 | 42,9 | 100 | 9,0 | 1,5 | 0,5 | 0,5 | 20,5 |
| 2024     | Osceola Magic | 1  | 1  | 27,2 | 50,0 | 0,0  | 100 | 7,0 | 4,0 | 0,0 | 1,0 | 10,0 |
| Carriera | Carriera      | 3  | 1  | 25,3 | 54,6 | 30,0 | 100 | 8,3 | 2,3 | 0,3 | 0,7 | 17,0 |